# Linda Thompson (cantora)

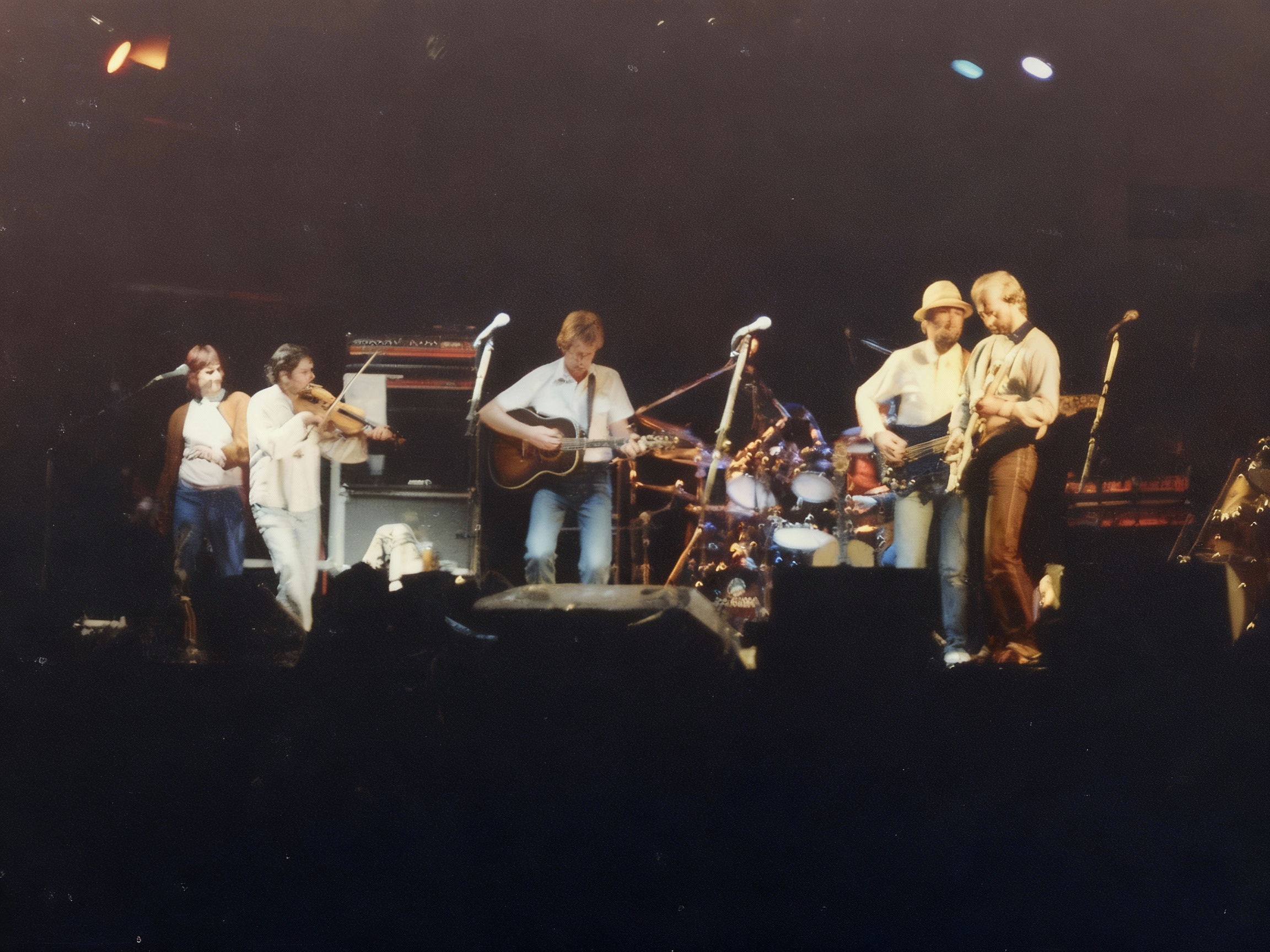
Linda Thompson, convidada especial, se apresentando com uma banda de folk elétrica Fairport Convention no Festival de Cropredy em 1982. Da esquerda para a direita: Linda Thompson, Dave Swarbrick, Trevor Lucas, baterista oculto (Dave Mattacks), Dave Pegg, Jerry Donahue. Essa performance foi registrada em vídeo e lançada em 1996 sob o título 'Fairport Convention – Forever Young - Cropredy 1982'.

Linda Thompson (nascida em 23 de agosto de 1947 em Londres, Inglaterra) é uma cantora britânica. Nascido Linda Pettifer (irmã do ator Brian Pettifer), em Hackney, Thompson se tornou um dos mais reconhecidos nomes, e vozes do movimento folk rock britânico dos anos 1970 e 1980, em colaboração com o ex-marido e colega de folk rock britânico lenda, o guitarrista Richard Thompson, e mais tarde, como uma artista solo.
Biografia
Linda Thompson (nascida em 23 de agosto de 1947, Londres, Inglaterra) é uma renomada cantora britânica e uma das vozes mais icônicas do movimento folk rock britânico dos anos 1970 e 1980. Nascida Linda Pettifer, ela é irmã do ator Brian Pettifer e cresceu no distrito de Hackney, em Londres. Sua carreira ganhou destaque principalmente por suas colaborações musicais com o guitarrista e compositor Richard Thompson, com quem foi casado.
Carreira Musical
O início da carreira de Linda Thompson foi marcado por sua participação na efervescente cena folk londrina dos anos 1960. No entanto, seu amplo reconhecimento veio nos anos 1970, quando conheceu e começou a colaborar com Richard Thompson. Juntos, eles lançaram uma série de álbuns que se tornaram clássicos do gênero, incluindo I Want to See the Bright Lights Tonight (1974), Hokey Pokey (1975) e Shoot Out the Lights (1982). Essas discotecas foram celebradas por suas letras profundas e introspectivas, combinadas com arranjos musicais sofisticados e a guitarra distintiva de Richard.
Linda Thompson se destacou por sua voz emocionalmente expressiva, capaz de transmitir tanto a delicadeza quanto a intensidade das composições. Após os filhos do casal em 1982, Linda enfrentou desafios pessoais e profissionais, incluindo problemas de saúde vocal devido à disfonia funcional, que limitaram temporariamente sua capacidade de cantar.
Carreira Solo e Retorno
Apesar das adversidades, Linda retomou sua carreira musical nos anos 2000. Seu álbum de retorno, Fashionably Late (2002), foi bem recebido pela crítica e demonstrou que sua voz e composições permaneceram tão cativantes quanto nos anos anteriores. Ela continuou a lançar músicas, com destaque para Versatile Heart (2007) e Won't Be Long Now (2013), que receberam colaborações com seus filhos Teddy Thompson e Kami Thompson, também músicos talentosos.
Estilo Musical e Influência
Linda Thompson é amplamente reconhecida por sua contribuição ao desenvolvimento do folk rock britânico. Sua voz combina vulnerabilidade e força, capturando a essência das emoções humanas e dando vida às narrativas das canções. Com uma habilidade notável para interpretar letras significativas de significado, Linda influenciou muitos artistas e é lembrada como uma das vozes mais autênticas e marcantes de sua geração.
Vida Pessoal
Linda Thompson foi casada com Richard Thompson de 1972 a 1982, e juntos tiveram três filhos, incluindo Teddy Thompson, que acompanhou os passos dos pais e se tornou um músico bem-sucedido. Linda manteve uma relação próxima com seus filhos e frequentemente colaborou com eles em seus projetos musicais.
Discografia Selecionada
- Eu quero ver as luzes brilhantes hoje à noite (1974) – com Richard Thompson
- Hokey Pokey (1975) – com Richard Thompson
- Pour Down Like Silver (1975) – com Richard Thompson
- Primeira Luz (1978) – com Richard Thompson
- Apague as Luzes (1982) – com Richard Thompson
- Atrasado na Moda (2002)
- Coração Versátil (2007)
- Não Vai Demorar Muito Agora (2013)

Legado
Linda Thompson deixou uma marca indelével na música folk rock, sendo admirada por sua voz singular e sua capacidade de transmitir emoções de forma autêntica e poderosa. Sua influência pode ser sentida em muitos artistas contemporâneos que seguem os passos do gênero folk e suas vertentes.
1. ↑  «Linda Thompson Kenis - Dysphonia International». dysphonia.org (em inglês). 17 de dezembro de 2020. Consultado em 12 de novembro de 2024
2. ↑  «Reviews of Linda Thompson | Dreams Fly Away (anthology), Richard Thompson | You? Me? Us?, and Tim Hardin | Simple Songs of Freedom: A Collection». web.archive.org. 4 de fevereiro de 2012. Consultado em 12 de novembro de 2024
3. ↑  Hancill, Brian (1 de agosto de 2024). «Live Review: Linda Thompson presents Proxy Music, Cadogan Hall, London – 19th July 2024». Americana UK (em inglês). Consultado em 12 de novembro de 2024
4. ↑  Zimmerman, Lee (26 de setembro de 2018). «Linda Thompson Presents My Mother Doesn't Know I'm On Stage». Rock and Roll Globe (em inglês). Consultado em 12 de novembro de 2024